# Pénélope Leprevost
Pénélope Leprevost (Ruan, 1 de agosto de 1980) es una jinete francesa que compite en la modalidad de salto ecuestre.
Participó en tres Juegos Olímpicos de Verano, entre los años 2012 y 2020, obteniendo una medalla de oro en Río de Janeiro 2016, en la prueba por equipos (junto con Philippe Rozier, Kevin Staut, Roger-Yves Bost).
Ganó dos medallas en el Campeonato Mundial de Saltos Ecuestres, en los años 2010 y 2014, y una medalla de plata en el Campeonato Europeo de Saltos Ecuestres de 2011.

## Palmarés internacional
| Juegos Olímpicos   | Juegos Olímpicos           | Juegos Olímpicos | Juegos Olímpicos |
| Año                | Lugar                      | Medalla          | Categoría        |
| ------------------ | -------------------------- | ---------------- | ---------------- |
| 2016               | Río de Janeiro (Brasil)    | Medalla de oro   | Por equipos      |
| Campeonato Mundial |                            |                  |                  |
| Año                | Lugar                      | Medalla          | Categoría        |
| 2010               | Lexington (Estados Unidos) | Medalla de plata | Por equipos      |
| 2014               | Caen (Francia)             | Medalla de plata | Por equipos      |
| Campeonato Europeo |                            |                  |                  |
| Año                | Lugar                      | Medalla          | Categoría        |
| 2011               | Madrid (España)            | Medalla de plata | Por equipos      |